# عمارة 13
عمارة 13 هو فيلم كوميدي عراقي، أُنتج عام 1987. الفيلم يتحدث عن رجل أعمال يحاول شراء عمارة بسعر زهيد فينشر الرعب بين سكانها ليهربوا منها وتبدو انها مسكونة.
الفيلم من إنتاج شركة بابل للإنتاج السينمائي والتلفزيوني عام 1987 وإخراج صاحب جداد، وقصة وسيناريو وحوار عبد الباري العبودي وتمثيل راسم الجميلي، سعاد عبد الله، جلال كامل، غازي التكريتي، طالب الفراتي، سليم البصري، خليل الرفاعي، فوزي مهدي، أمل طه، سهام السبتي.

## وصلات خارجية
- عمارة 13 على موقع IMDb (الإنجليزية)
- عمارة 13 على موقع قاعدة بيانات الأفلام العربية
- عمارة 13 على موقع قاعدة بيانات الفيلم (الإنجليزية)
- عمارة 13 على موقع ليتربوكسد (الإنجليزية)